# Kanton Billom
Billom is een kanton van het Franse departement Puy-de-Dôme. Het kanton maakt deel uit van het arrondissement Clermont-Ferrand.

## Gemeenten
Het kanton Billom omvatte tot 2014 de volgende gemeenten:
- Billom (hoofdplaats)
- Bongheat
- Bort-l'Étang
- Égliseneuve-près-Billom
- Glaine-Montaigut
- Mauzun
- Montmorin
- Neuville
- Pérignat-sur-Allier
- Saint-Julien-de-Coppel

Na de herindeling van de kantons bij decreet van 21 februari 2014, met uitwerking op 22 maart 2015, omvatte het 24 gemeenten.
Op 1 januari 2019 werden de gemeenten Mezel (uit dit kanton) en Dallet (uit het kanton Pont-du-Château) samengevoegd tot de fusiegemeente (commune nouvelle) Mur-sur-Allier. Deze gemeente werd bij decreet van 7 november 2019 toegewezen aan het kanton Pont-du-Château.
Sindsdien omvat het kanton volgende 23 gemeenten : 
- Beauregard-l'Évêque
- Billom
- Bongheat
- Bouzel
- Chas
- Chauriat
- Égliseneuve-près-Billom
- Espirat
- Estandeuil
- Fayet-le-Château
- Glaine-Montaigut
- Isserteaux
- Mauzun
- Montmorin
- Neuville
- Reignat
- Saint-Bonnet-lès-Allier
- Saint-Dier-d'Auvergne
- Saint-Jean-des-Ollières
- Saint-Julien-de-Coppel
- Trézioux
- Vassel
- Vertaizon